# Ovenna vicaria
Ovenna vicaria är en fjärilsart som beskrevs av Walker 1854. Ovenna vicaria ingår i släktet Ovenna och familjen björnspinnare. Inga underarter finns listade i Catalogue of Life.